# Eupithecia propria
Eupithecia propria är en fjärilsart som beskrevs av András Vojnits 1977. Eupithecia propria ingår i släktet Eupithecia och familjen mätare. Inga underarter finns listade i Catalogue of Life.